# Teghut
Pour l’article homonyme, voir Teghut (Lorri).
Teghut (en arménien Թեղուտ) est une communauté rurale du marz de Tavush, en Arménie. Elle compte 1 421 habitants en 2008.